# Andreas Holmgren
Andreas Holmgren, född den 11 juli 1869 i Västra Ny församling, Östergötlands län, död den 10 december 1945 i Stockholm, var en svensk militär. 
Holmgren blev underlöjtnant vid Göta artilleriregemente 1891 och vid Andra Göta artilleriregemente 1895. Han blev löjtnant vid sistnämnda regemente 1896 och kapten där 1903. Holmgren var artilleristabsofficer 1903–1906. Han befordrades till major i regementet, som då bytt namn till Smålands artilleriregemente, 1914 och till överstelöjtnant 1919. Senare övergick han till Södra arméfördelningens reserv. Holmgren blev riddare av Svärdsorden 1912. Han vilar på Västra Ny kyrkogård.